# 방향화효소
방향화효소(芳香化酵素 영어: aromatase) (EC 1.14.14.14)는 에스트로젠의 생합성의 중요한 단계를 담당하는 효소다. 사이토크롬 P450 계열에 속한다. 방향족화효소(芳香族化酵素), 아로마테이스, 아로마타제, 에스트로겐 합성효소(영어: estrogen synthetase), 에스트로겐 생성효소(영어: estrogen synthase)라고도 한다.

## 기능
방향화효소는 안드로겐을 에스트로겐으로 바꾸는 생합성의 마지막 단계를 담당한다. (구체적으로 말하면 안드로스텐다이온을 에스트론으로 테스토스테론을 에스트라디올로 바꾼다) 안드로겐의 19번 탄소에 붙은 메틸기에 대해 세번의 연속적인 하이드록실화를 시킨 뒤 폼산 이온을 제거하고 A-고리를 방향족화한다.
|  |
|  |

## 질병

### 과다증
방향화효소가 과다하게 분비되거나 활성도가 높아지는 경우 소년에게 여성형유방증이나 소녀에게 유방비대와 성조숙증을 유발한다.

### 결핍증
CYP19 유전자가 손상되어 방향화효소 분비가 줄어든 경우 음핵비대증등 여성의 남성화를 일으킨다.

## 억제제
방향화효소를 억제하면 저에스트로겐증(hypoestrogenism)이 걸린다. 유방암은 유방의 에스트로겐 수용체가 과도하게 활성화되면서 걸리는 질병이어서 방향화효소 억제제를 써서 치료할 수 있다. 방향화 효소를 억제하는 유방암 치료제로는 페마라(Femara)라는 상표로 팔리는 레트로졸(letrozole)등이 있다.

## 같이 보기
- 사이토크롬 P450